# Чужий костюм, частина 3
«Чужий костюм», частина 3 (англ. The Alien Costume, Part Three) — дев'ята серія мультсеріалу "Людина-павук" 1994 року, продовження серії "Чужий костюм, частина 2".

## Сюжет
Людина-павук одягає старий костюм. Патрулюючи місто, він помічає Носорога і Шокера. Після того, як Пітер з легкістю перемагає Носорога, на нього зненацька нападає Шокер. Але Людину-павука рятують. Коли Пітер очухується, то бачить Едді Брока, який просить називати його Веномом і перевтілюється у чорного монстра. 
Людина-павук рятується, але на наступний день Брок застає його зненацька, зриває маску. Веном збирається розкрити таємницю Павука, але Пітер вискакує з рук чудовиська і рятується втечею. На наступний день Едді приходить до Пітера, але йому відчиняє Мері Джейн Ватсон і Едді розповідає їй про почуття Пітера до неї. Брок знаходить Паркера і починається бійка. Пітер заманює Брока до космічної бази, з якої повинна вилетіти ракета. Завдяки вогню і звукам, яких ненавидить симбіот, Пітер знімає з Едді костюм, заліплює павутиною і кидає на запускну ракету. Брока забирають у психлікарню Рейвенкрофт, а Пітер йде на побачення з Мері Джейн.
На побаченні Мері Джейн каже, що хотіла б дізнатися, чи є життя на інших планетах, і Пітер згадує симбіота Венома.

## У ролях
- Крістофер Деніел Барнс — Пітер Паркер/Людина-павук
- Лінда Гері — тітка Мей Паркер
- Сара Баллантайн — Мері Джейн Ватсон
- Генк Азарія — Едді Брок/Веном
- Джим Каммінгс — Герман Шульц/Шокер
- Дон Старк — Алекс О'Гірн/Носоріг
- Едвард Еснер — Джона Джеймсон
- Майкл Гортон — Джон Джеймсон
- Джозеф Кампанелла — доктор Курт Коннорс/Ящір